# Drosophila alexandrei
Drosophila alexandrei är en tvåvingeart som beskrevs av Cordeiro 1951. Drosophila alexandrei ingår i släktet Drosophila och familjen daggflugor.
Artens utbredningsområde är Brasilien.